# Pavel Semyonovich Rybalko
Pavel Semyonovich Rybalko (23 tháng 10 năm 1892 - 28 tháng 8 năm 1948; tiếng Nga: Па́вел Семёнович Рыба́лко, tiếng Ukraina: Павло Семенович Рибалко) là một chỉ huy lực lượng thiết giáp của Hồng quân trong và sau Thế chiến thứ hai.

## Trước chiến tranh
Pavel Rybalko phục vụ trong Quân đội Đế quốc Nga từ năm 1914. Ông tham gia Thế chiến thứ nhất với tư cách là một người lính, trở thành phó chỉ huy một phân đội du kích trong Nội chiến Nga, rồi chỉ huy kỵ binh trong Chiến tranh Ba Lan-Nga. Sau khi theo học tại Học viện Quân sự Frunze năm 1931–1934, ông phục vụ ở Viễn Đông vào năm 1935 và sau đó được bổ nhiệm vào Cục Tăng Thiết giáp ở Moskva. Trong thời kỳ này, ông đã nghiên cứu chuyên sâu các nguyên tắc của chiến tranh thiết giáp hiện đại, được phát triển bởi các nhà lý thuyết phương Tây (von Kleist, Guderian, Fuller) cũng như học thuyết Tác chiến chiều sâu do Triandafillov và Tukhachevsky đưa ra. Các vị trí tiếp theo của ông là tùy viên quân sự tại Ba Lan (nơi ông là tùy viên quân sự cuối cùng, rời khỏi đây vài ngày trước khi Liên Xô tấn công Ba Lan) và Trung Quốc, trước khi đảm nhận vị trí giảng viên chiến thuật tại trường xe tăng Kazan.

## Chiến tranh vệ quốc vĩ đại
Bất chấp nguyện vọng được ra chiến trường của ông, Rybalko bị giữ lại làm giảng viên ở Kazan trong suốt năm đầu của cuộc chiến. Cuối cùng, ông được giao nhiệm vụ tiền tuyến vào tháng 5 năm 1942 với tư cách là Phó tư lệnh Tập đoàn quân xe tăng 3 thuộc Bộ Tư lệnh Tối cao. Trong suốt cuộc chiến, tên tuổi của Rybalko gắn liền với Tập đoàn quân xe tăng 3. Mùa đông năm 1942–1943, khi được biên chế vào Phương diện quân Voronezh, Tập đoàn quân xe tăng của ông được chọn là mũi xung kích dẫn đầu các chiến dịch khác nhau nhằm khai thác và chuyển hóa thất bại của quân Đức ở Stalingrad thành một chiến thắng chiến lược quy mô lớn ở khu vực mặt trận phía Nam. Nó bao gồm cả Chiến dịch Ngôi Sao vào tháng 2, nhằm giải phóng Kharkov - một trong những thành phố lớn đầu tiên của Liên Xô được Hồng quân tái chiếm được từ tay quân Đức. Tuy nhiên, cuộc phản công của Manstein đã chiếm lại được thành phố và gây thiệt hại nghiêm trọng cho Tập đoàn quân xe tăng 3, vốn đã bị kiệt sức và bị kéo căng đội hình quá mức.
Sau khi được tái trang bị và đổi tên thành Tập đoàn quân xe tăng Cận vệ 3, đơn vị của Rybalko đóng vai trò quan trọng trong các cuộc phản công chiến lược sau Trận Kursk (Chiến dịch Kutuzov), trong việc tái chiếm Kiev (6 tháng 11 năm 1943). Mùa đông năm 1943 và mùa xuân năm 1944 chứng kiến một loạt các hoạt động lớn nhằm tiêu diệt cánh phía nam của Wehrmacht. Các chiến dịch này (Zhitomir-Berdichev tháng 12 năm 1943 - tháng 1 năm 1944, Proskurov-Chernivtsi tháng 3 - tháng 4 năm 1944) ít nhất đã thành công trong việc giải phóng hoàn toàn Ukraina vào cuối mùa hè. Trong các chiến dịch này, Rybalko đã thể hiện tài năng chiến thuật và tác chiến ấn tượng, đặc biệt là trong Chiến dịch Lvov–Sandomierz.
Sau đó, Rybalko chỉ huy Tập đoàn quân xe tăng cận vệ 3 đảm nhận mũi xung kích chính trong các chiến dịch khác nhau được triển khai ở Bắc Ukraina, Galicia (hè năm 1944) và Silesia (cuối năm 1944 và mùa đông năm 1945). Cuối cùng, là một phần của Phương diện quân Ukraina 1 của Konev, tập đoàn quân của Rybalko là một trong bốn tập đoàn quân Xe tăng Cận vệ tham gia trận Berlin.
Ngay sau khi chiếm được Berlin, Rybalko được giao nhiệm vụ chỉ huy đơn vị tham gia Chiến dịch Praha.

## Sau chiến tranh

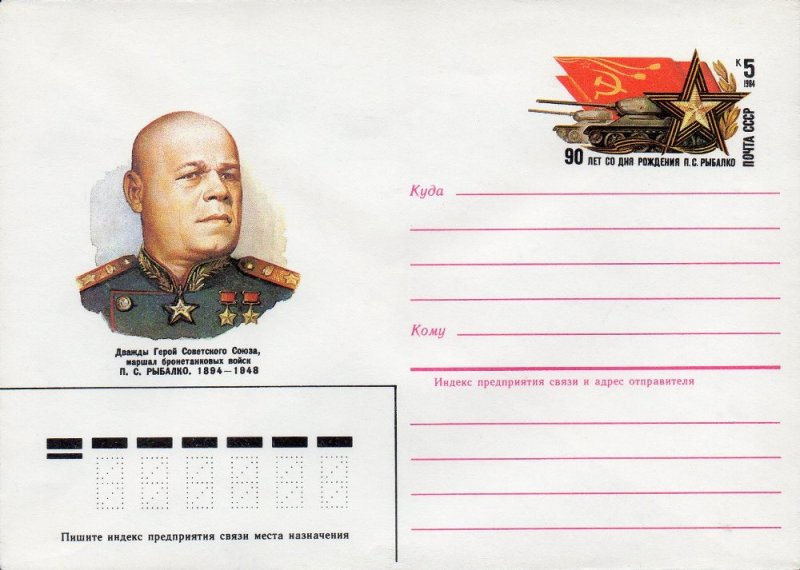
Bưu thiếp Liên Xô kỷ niệm 90 năm ngày sinh của Nguyên soái xe tăng Pavel Rybalko.

Sau chiến tranh, Rybalko nổi lên với tư cách là một trong những chỉ huy xe tăng xuất sắc nhất của Liên Xô. Trường chỉ huy xe tăng cao hơn Tashkent được đặt theo tên của ông.

## Lịch sử quân hàm
- Đại tá: 1935
- Lữ đoàn trưởng: 20 tháng 2 năm 1940
- Thiếu tướng: 4 tháng 6 năm 1940
- Trung tướng xe tăng: 18 tháng 1 năm 1943
- Thượng tướng tăng thiết giáp: 30 tháng 12 năm 1943
- Nguyên soái thiết giáp: 1 tháng 6 năm 1945